# George Campbell Munro
George Campbell Munro (Nieuw-Zeeland, 10 mei 1866 – Honolulu, Hawaï, 4 december 1963) was een Nieuw-Zeelands-Amerikaanse ornitholoog, botanicus en natuurbeschermer.
In 1890 verhuisde hij naar Hawaï waar hij Henry C. Palmer gedurende vijftien maanden assisteerde bij het verzamelen van vogels in opdracht van Walter Rothschild. Palmer vertrok uiteindelijk naar Australië, maar Munro bleef in Hawaï. Hij was hier van 1911-1928 de beheerder van een ranch met rundvee die bijna het gehele eiland Lanai besloeg. Uiteindelijk realiseerde hij zich dat de vegetatie van het eiland verloren ging en het eiland te gronde ging aan erosie. Hij hield zich vervolgens de rest van zijn leven bezig met natuurbescherming en hield zich tevens bezig met botanisch en zoölogisch veldwerk, waarbij hij observaties deed van planten, kevers en vogels. In 1939 werd hij lid van American Ornithologists' Union, een Amerikaanse organisatie van professionele ornithologen. In 1944 publiceerde hij de eerste editie van Birds of Hawaii, het boek waardoor hij bekend is geworden. In 1960 publiceerde hij een gereviseerde editie van dit werk.
Birds of Hawaii wordt tegenwoordig beschouwd als een standaardwerk over Hawaïaanse vogels, mede omdat er beschrijvingen van vogels instaan die nu zijn uitgestorven. Veel van de huidige kennis over deze vogels wordt ontleend aan de beschrijvingen van Munro.
Het plantengeslacht Munroidendron, de uitgestorven vogel Dysmorodrepanis munroi en Munro Trail (een pad op Lanai) zijn naar hem vernoemd. Veel van de vogels die hij verzameld heeft, worden bewaard door American Museum of Natural History.